# Gospa od Škrpjela
Gospa od Škrpjela je umjetni otočić pred mjestom Perastom u Boki kotorskoj, Crna Gora. Otočić je površine 3030 m2.

## Povijest
Otok je dobio naziv prema morskoj hridi – škripu, odnosno škrpjelu.
Prema predaji u noći 22. srpnja 1452. dva brata ribara iz peraške obitelji Mortešić, primijetili su na hridi sliku Blažene Djevice Marije. Sliku su uzeli sa sobom i stavili u kuću. Slika je zatim prenesena u župnu crkvu sv, Nikole. Čudotvorna slika naslikana je na drvetu od cedra. Prema predaji, slika je čudotvorno vraćena na hridinu. Nakon toga je narod krenuo spajati razne okolne hridi, utapajući u more kamenje, stare brodove i lađe.

Nakon toga je na hridi sagrađena crkvica te uz nju manji stan za svećenika. Od tada se svake godine održava 22. srpnja svečanost Fašinada kojom se nasipaju kamenja oko otoka.
Veća crkva sagrađena je 1630. godine, ali je bila oštećena u potresu 1667. Turci su Perast i otok dva puta napali i opljačkali (1624. i 1654.).

## Crkva
Sagrađena je 1630. godine, ali je bila oštećena u potresu 1667. Osim potresima to je proštenište bilo izloženo i turskim te gusarskim napadima. Nakon potresa barokna crkva je obnovljena uz dogradnju kapele s osmerokutnom kupolom, u kojoj se nalazi glavni oltar iz 1722. Današnji oblik svetište je dobilo 1725. godine, a svečano je posvećena 1736. Okrugli zvonik, jedinstven po obliku na Jadranu, strukturu najvjerojatnije duguje obrambenoj ulozi. U potresu 1979. crkva je ponovno oštećena, ali je nakon toga sanirana.
Crkvu povjesničari umjetnosti nazivaju "Hrvatska Sikstina".

### Članci
- Babić, Vanda. 2011. Od Olova do Škrpjela: uloga marijanskih običaja u životu autohtonih Hrvata. Vrhbosnensia. Univerzitet u Sarajevu – Katolički bogoslovni fakultet. Sarajevo. 15 (2): 361–379

## Vanjske poveznice
|  | Zajednički poslužitelj ima još gradiva o temi Gospa od Škrpjela |

- Brguljan, Željko: Ex voto bokeljskih pomoraca u riznicama Kotorske biskupije  Arhivirana inačica izvorne stranice od 17. kolovoza 2016. (Wayback Machine) Hrvatska revija 3, 2015.
- Maćašević, Anita; Hrvati iz Crne Gore: otok Gospe od Škrpjela nije građen kao hram SPC-a, narod.hr, 23. travnja 2014.
- Prokršćanski pregalac i mecena u arhivi Slobodne Dalmacije